# 赤水尚史
赤水 尚史（あかみず たかし、1955年1月1日 - ）は、日本の内科医。医療法人神甲会隈病院院長。和歌山県立医科大学名誉教授。
医学博士。専門は、代謝内科、内科、内分泌内科、甲状腺疾患。

## 来歴
島根県に生まれる。医師である父の影響で自身も医師を志し、1980年に京都大学医学部を卒業した。同大旧内科学第2講座（第2内科）に入局し内分泌領域を専攻した後、1981年に神戸市立中央市民病院（現・神戸市立医療センター中央市民病院）内科にて甲状腺を専門とする森徹のもと研鑽を積み、本格的に甲状腺内科医としてのキャリアをスタートさせた。
京都大学大学院や留学先のアメリカ国立衛生研究所（NIH）ではバセドウ病の病因・病態に関する研究を行い、TSH受容体遺伝子の単離に成功。摂食亢進作用・成長ホルモン分泌促進作用を有するホルモンであるグレリンの創薬に関する研究にも約10年にわたり関わっている。これ以降も、倉敷中央病院、和歌山県立医科大学などで内分泌医療の研究および診療に尽力してきた。
2007年に京都大学医学部附属病院探索医療センター教授となり、2010年より和歌山県立医科大学内科学第一講座教授に就任した。和歌山県立医科大学では「ホルモン受容機構異常症に関する調査研究」の研究代表者（2014年 - ）として、日本甲状腺学会の重要臨床課題とされていた重篤な甲状腺機能亢進状態から起こる甲状腺クリーゼの診断・治療方針をまとめ、診療ガイドラインの策定を主導するとともに、甲状腺クリーゼの前向きレジストリ研究を実施。その論文はアメリカ甲状腺学会誌『Thyroid』などにも掲載され、国際学会において招待講演を行っている。
また、「IgG4関連疾患の診断基準並びに治療指針を目指す研究」を継続し、内分泌・代謝疾患の症例解析を通じて稀有な疾患の病態解明にも尽力。さらに、日本甲状腺学会理事長、日本内分泌学会代表理事、国際内分泌学会理事、アジアオセアニア甲状腺学会理事長などを歴任し、これらの学会の発展にも貢献した。
2020年4月、学会でよく顔を合わせていた第三代院長の宮内昭からの要請で、甲状腺専門病院の隈病院に入職。同院では甲状腺に関する臨床や研究の経験を生かして後進の指導や新たな研究体制の構築を進めており、より確実な診断や治療を行うために一部の疾患において遺伝子解析を実施しているほか、学会や大学と連携してAIを活用した診断システムの開発にも携わっている。
2022年4月、隈病院にとって初めての内科出身院長として第四代院長に就任。和歌山県立医科大学特別顧問・名誉教授も務める。

## 賞歴
受賞歴は以下のとおり。
- 1994年　日本甲状腺学会 七條賞[7]
- 1996年　日本内分泌学会 研究奨励賞[8]
- 1999年　日本臨床分子医学会 学会賞[9]
- 2000年　日本医師会医学研究助成[10]
- 2003年　国際分子甲状腺疾患 Kohn&Onaya Prize
- 2006年　日本甲状腺学会　医学応用賞[7]
- 2010年　アジアオセアニア甲状腺学会 学会賞（Nagataki-Fuji film Prize）
- 2013年　日本甲状腺学会 三宅賞[7]
- 2015年　日本内分泌学会 学会賞[8]
- 2016年　東北甲状腺談話会 橋本賞

## メディア出演
- NHK健康チャンネル（2015年6月）
- わかやま医療ナビ『ホルモンと病気』（テレビ和歌山、2019年11月3日放送）
- 医学講座『甲状腺疾患の診断と治療』（ラジオNIKKEI、2022年10月4日放送）

## 著書
- 『ホルモンのしくみ―疾患別ケアのポイント―』メディカルレビュー社、2017年
- 『甲状腺ホルモンと関連疾患』メディカルレビュー社、2017年
- 『病気がわかる本 甲状腺の病気といわれたら バセドウ病・橋本病・甲状腺腫瘍』NHK出版、2022年